# Tamara Sedmak

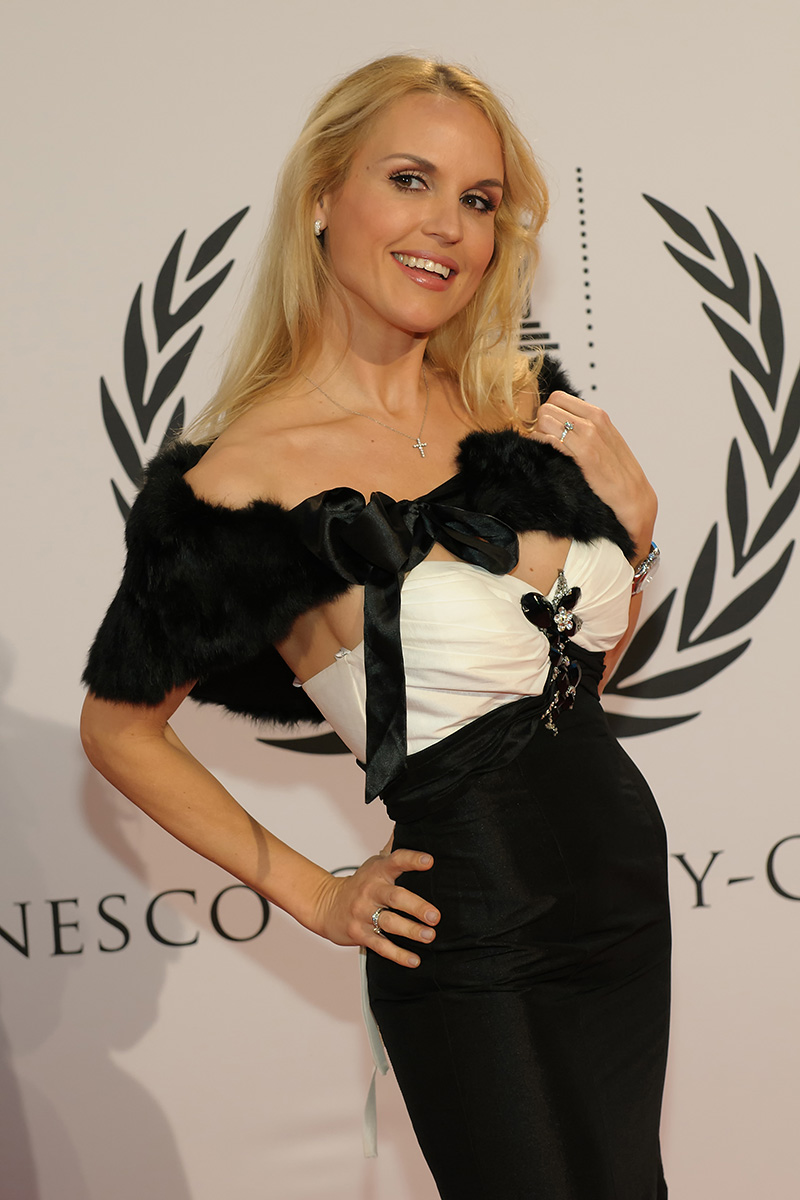
Tamara Sedmak (2012) auf der UNESCO Gala

Tamara Sedmak (* 30. Juni 1976 in Baden, Aargau) ist eine Schweizer Event- und TV-Moderatorin.

## Biografie
Sedmak verbrachte ihre Jugendzeit in Rieden bei Baden. 1996 beendete sie die Kantonsschule Baden mit der Matura Typus B. Anschliessend studierte sie Publizistikwissenschaft, Betriebswirtschaftslehre und Neuropsychologie an der Universität Zürich. 2001 schloss sie das Studium mit dem Lizenziat lic. phil. ab. Die Lizentiatsarbeit schrieb sie zum Thema PR im Internet: Bedeutung und Einsatz. Vergleich der Grossbanken UBS und Credit Suisse. Im März 2022 hat sie die Weiterbildung als Digital Marketing- und Kommunikationsspezialistin an der Hochschule für Wirtschaft (HWZ) Zürich abgeschlossen. Sedmak spricht Deutsch, Englisch, Französisch, Italienisch, Kroatisch sowie Polnisch und moderiert Sendungen und Veranstaltungen in diesen Sprachen. Nach eigenen Angaben spielt sie seit ihrem fünften Lebensjahr Violine und betreibt ebenfalls seit dieser Zeit aktiv Ballett sowie die Sportarten Tennis, Skifahren und Schwimmen. 
Sedmak war mit dem ehemaligen Sportmoderator Norbert Dobeleit verheiratet und hat mit ihm einen Sohn. Mit einem New Yorker Unternehmer hat sie zudem eine gemeinsame Tochter, die im August 2016 geboren wurde. Die Familie lebt mit beiden Kindern in Zürich.

## Beruflicher Werdegang
Sedmak moderierte verschiedene Sendungen beim Zürcher Party- und Jugendsender Sputnik TV sowie beim Zürcher Fernsehsender Star TV. In Deutschland präsentierte sie auf n-tv das Reisemagazin Gipfelstürmer. 2002 war sie Nachrichtenredakteurin bei Energy Zürich. 2004 schrieb sie die Kolumne in bester Gesellschaft für das Magazin TV-Star. Von August 2004 bis März 2006 war sie Wettermoderatorin bei den Sat.1 Nachrichten und auf N24. Ab dem 16. April 2006 löste sie Nadine Krüger bei Premiere ab und moderierte Formate wie Premiere Kino, Premiere Entertainment und Premiere Inside. Vom 27. Mai 2007 bis Januar 2008 moderierte sie zudem die Premiere-Servicesendung HD perfekt. Ihre Nachfolgerin auf dem Sender war Natascha Berg. In den Folgejahren arbeitete sie als Journalistin, u. a. für Blick.ch und als Communications Manager. Seit 2020 arbeitet sie wieder selbständig als TV- und Event-Moderatorin.
Anfang der 2000er spielte Sedmak Nebenrollen in den Filmen Achtung, fertig, Charlie!, Handyman und Meier Marilyn.

## Auszeichnungen als Modell
Sedmak war 1991 Schweizer Gewinnerin des Look of the Year (heute: Elite Model Look) und durfte die Schweiz am internationalen Finale in New York repräsentieren.
- 1991: Gewinnerin des „Concours Mannequin“, Paris
- 1999/2000: Miss Schweiz des TV-Publikums